# Peter Schumm
Peter Schumm (* 28. Oktober 1942 in Hildesheim) ist ein deutscher Leichtathlet und mehrfacher Welt-, Europa- und Deutscher Meister in unterschiedlichen Altersklassen im Sportgehen.

## Leben und Wirken
Schumm begann seine sportliche Karriere Ende der 1950er-Jahre als Langstreckenläufer beim DLC Aachen. Seine damaligen Bestzeiten lagen unter 17:00 Minuten für den 5000-Meter-Lauf. Nachdem er sich 1975 einmal zum Start einer geplanten Laufveranstaltung verspätet hatte, meldete er sich spontan für einen zeitlich später stattfindenden Gehwettbewerb um. Da er dabei gänzlich unvorbereitet dennoch den dritten Platz erreichte, sah er im Gehen seine sportliche Zukunft und begann, sich trainingsmethodisch auf diese Disziplin zu spezialisieren. Da er im DLC Aachen als zu damaliger Zeit reiner Laufverein speziell für diese Disziplin kaum geeignete Trainingspartner fand, wechselte er im Jahr 1986 zur Leichtathletikabteilung der Alemannia Aachen. Hier feierte er zusammen mit den anderen Gehern zahlreiche regionale und überregionale Erfolge und holte in den unterschiedlichen Altersklassen zahlreiche Deutsche Meisterschaften sowie Europa- und Weltmeisterschaftstitel sowohl in der Einzelwertung als auch in der Mannschaftswertung. Darüber hinaus belegte er in vielen weiteren Wettbewerben, darunter Westdeutsche, Nordrhein- und Kreismeisterschaften, stets vordere Plätze und stellte so manchen neuen Streckenrekord für seine jeweilige Altersklasse auf.
Für seine überragenden sportlichen Leistungen wurde Peter Schumm im Laufe der Jahre seitens seines Vereins und des Leichtathletik-Verbandes Nordrhein in vielfältiger Weise ausgezeichnet und erhielt unter anderem mehrfach die Bestennadel in Gold des Deutschen Leichtathletik-Verbandes (DLV) sowie von der Stadt Aachen neben mehreren Sachpreisen sowohl im Jahr 2007 als auch im Jahr 2018 das Aachener Karlssiegel.

## Erfolge (Auswahl)
Schumm war bereits in den jüngeren Seniorenalterklasse erfolgreich und qualifizierte sich in den 1970er und 1980er Jahren als Geher mehrfach für die Deutschen Leichtathletik-Meisterschaften über 20 Kilometer, die zu jener Zeit noch mit einer Qualifikationsnorm innerhalb der Hauptmeisterschaften belegt waren. Seine größten Erfolge erreichte er jedoch vor allem in den höheren Altersklassen von der AK 60 bis zur gegenwärtigen AK 75. Auf seinen Spezialdisziplinen das 3000- und 5000-Meter-Gehen auf der Bahn und in der Halle sowie die 3-, 5-, 10- und 20-Kilometer-Straßenwettbewerbe gelangen ihm immer wieder neue persönliche Bestzeiten. Diese stehen derzeit beispielsweise für das 3000-Meter-Bahngehen bei 16:31:5 Minuten, aufgestellt 2009 in Erfurt, für das 5000-Meter-Bahngehen bei 27:40:59 Minuten 2008, aufgestellt in Dortmund, für das 10-Kilometer-Straßengehen bei 59:46 Minuten und für das 20-Kilometer-Straßengehen bei 2:04:13 Stunden, aufgestellt 2016 in Reichenbach.
Insgesamt erlangte Schumm bisher mehr als fünfzehn deutsche Meistertitel und mehr als 25 internationale Medaillen bei Welt- und Europameisterschaften sowohl in Einzeln als auch mit der Mannschaft sowie ein Vielfaches an ersten und vorderen Plätzen bei Westdeutschen, Nordrhein- und Kreismeisterschaften. Darüber hinaus ist er oftmals unter den „Top Ten“ der Kreis-, NRW- oder DLV-Jahresbestenlisten zu finden.
Bei Deutschen Meisterschaften gewann Schumm zweimal mit der Mannschaft Bronze: 3. Platz in der Gesamtwertung mit der Mannschaft im 20-Kilometer-Gehen bei den Deutschen Leichtathletik-Meisterschaften 2005 in Dresden und bei den Deutschen Leichtathletik-Meisterschaften 2019 in Naumburg. Jeweils vierte Plätze in der Gesamtwertung mit der Mannschaft im 20-Kilometer-Gehen gelangen ihm bei den Deutschen Leichtathletik-Meisterschaften 2004 in Hildesheim und bei den Deutschen Leichtathletik-Meisterschaften 2014 in Naumburg.
Nachdem Schumm bereits 2006 mit der Mannschaft den Weltmeistertitel in der AK 60 im 10-Kilometer-Gehen auf der Straße gewonnen hatte, wurde er erneut Geher-Weltmeister in den Altersklassen M 75 in den Jahren 2014 (10-km-Gehen Straße Mannschaftswertung), 2018 (20-km-Gehen Straße Einzelwertung und 10-km-Gehen Straße Mannschaftswertung) und 2019 (10-km-Gehen Straße, Einzel- und Mannschaftswertung).
Mehrere Titel als Europameister in den Altersklassen M 65 bis M 75 gewann Schumm in den Jahren 2010 (20-km-Gehen Straße Mannschaftswertung), 2011 (5-km-Gehen und 10-km-Gehen Straße Mannschaftswertung), 2013 (3000- sowie 5000-m-Bahngehen Einzel- und Mannschaftswertung), 2015 (10-km-Gehen Einzel- und Mannschaftswertung), 2016 (10-km-Gehen Straße Mannschaftswertung), 2017 (20-km-Gehen Straße Mannschaftswertung), 2018 (3000-m-Bahngehen, 10-km-Gehen und 30-km-Gehen) und 2019 (Kurz- und Langstrecke, Einzel- und Mannschaftswertung).
Mehrere Titel als Deutscher Meister gewann Schumm in den Jahren 2011 (5000-m-Bahngehen und 30-km-Gehen), 2012 (3000-m-Bahngehen und 5000-m-Bahngehen, 10-km-Gehen), 2013 (20-km-Gehen), 2015 (3000-m-Bahngehen Halle und Freiluft), 2016 (3000-m-Bahngehen Halle und Freiluft sowie 10-km-Gehen und 20-km-Gehen), 2017 (3000-m-Bahngehen Halle und Freiluft sowie 10-km-Gehen und 20-km-Gehen in neuem deutschem Rekord in 2:11:12 h), 2018 (10-km-Gehen), 2019 (5000-m-Bahngehen) und 2022 (10-km-Gehen).